# 27923 Dimitribartolini
27923 Dimitribartolini este o planetă minoră (asteroid) din centura de asteroizi. A fost descoperită pe 4 decembrie 1996 la stazione osservativa di Asiago Cima Ekar⁠(d) de Ulisse Munari⁠(d). 
Obiectul prezintă o orbită caracterizată de o semiaxă mare de 3,1637495 UAi, o excentricitate de 0,16, o înclinație de 1,44835 ° în raport cu ecliptica.